# Олимпијски рекорди у пливању
Олимпијски рекорди у пливању су најбољи резултати постигнути на Олимпијским играма у свакој пливачкој дисциплини које су на олимпијском програму.

## Олимпијски рекорди
Стање после ЛОИ 2012.
Рекорди обележени са (+) су истовремено и светски рекорди у пливању.

### Мушкарци
| Дисциплина               | Резултат   | Име                                                                                       | Држава           | Датум             | Место                        |
| ------------------------ | ---------- | ----------------------------------------------------------------------------------------- | ---------------- | ----------------- | ---------------------------- |
| 50 м слободно            | 21,30      | Сезар Фиљо Сијело                                                                         | Бразил           | 16. август, 2008. | Пекинг, Кина                 |
| 100 м слободно           | 47,05      | Ејмон Саливан                                                                             | Аустралија       | 13. август 2008.  | Пекинг, Кина                 |
| 200 м слободно           | 1:42,96 +  | Мајкл Фелпс                                                                               | Аустралија       | 12. август 2008.  | Пекинг, Кина                 |
| 400 м слободно           | 3:40,14    | Суен Јанг                                                                                 | Кина             | 28. јул 2012.     | Лондон, Уједињено Краљевство |
| 1.500 м слободно         | 14:31,02 + | Суен Јанг                                                                                 | Кина             | 4. август 2012.   | Лондон, Уједињено Краљевство |
| 100 м леђно              | 52,15      | Мет Гриверс                                                                               | Сједињене Државе | 30. јул 2012.     | Лондон, Уједињено Краљевство |
| 200 м леђно              | 1:53,41    | Тајлер Клари                                                                              | Сједињене Државе | 2. август 2012.   | Лондон, Уједињено Краљевство |
| 100 м прсно              | 58,46+     | Камерон ван дер Бург                                                                      | Јужна Африка     | 28. јул 2012.     | Лондон, Уједињено Краљевство |
| 200 м прсно              | 2:07,28+   | Данијел Ђурта                                                                             | Мађарска         | 1. август 2008.   | Лондон, Уједињено Краљевство |
| 100 м делфин             | 50,58      | Мајкл Фелпс                                                                               | Сједињене Државе | 16. август 2008.  | Пекинг, Кина                 |
| 200 м делфин             | 1:52,03 +  | Мајкл Фелпс                                                                               | Сједињене Државе | 13. август 2008.  | Пекинг, Кина                 |
| 200 м мешовито           | 1:54,23 +  | Мајкл Фелпс                                                                               | Сједињене Државе | 15. август 2008.  | Пекинг, Кина                 |
| 400 м мешовито           | 4:03,84 +  | Мајкл Фелпс                                                                               | Сједињене Државе | 10. август 2008.  | Пекинг, Кина                 |
| 4×100 м штафета слободно | 3:08,24+   | Мајкл Фелпс(47.51) Гарет Вебер-Гејл (47,02) Колинс Џоунс (47,56) Џејсон Лизак (46,06)     | Сједињене Државе | 15. август 2008.  | Пекинг, Кина                 |
| 4×200 м штафета слободно | 6:58,56+   | Мајкл Фелпс (1:46,03) Рајан Локти (1:44,28) Рики Беренс (1:46,29) Вилијам Кирби (1:44,68) | Сједињене Државе | 13. август 2008.  | Пекинг, Кина                 |
| 4x100 м штафета мешовито | 3:30.68 +  | Арон Пирсол (53,16) Брендон Хансен (59,27) Мајкл Фелпс (50,15) Џејсон Лизак (46,76)       | Сједињене Државе | 17. август 2008.  | Пекинг, Кина                 |

### Жене
| Дисциплина               | Резултат  | Име                                                                                          | Држава               | Датум            | Место                        |
| ------------------------ | --------- | -------------------------------------------------------------------------------------------- | -------------------- | ---------------- | ---------------------------- |
| 50 м слободно            | 24,05     | Раноми Кромовиђојо                                                                           | Холандија            | 4. август 2012.  | Лондон, Уједињено Краљевство |
| 100 м слободно           | 53,00     | Раноми Кромовиђојо                                                                           | Холандија            | 2. август 2012.  | Лондон, Уједињено Краљевство |
| 200 м слободно           | 1:53,61   | Алисон Шмит                                                                                  | Сједињене Државе     | 31. јул 2012.    | Лондон, Уједињено Краљевство |
| 400 м слободно           | 4:01,45   | Камиј Мифа                                                                                   | Француска            | 29. јул 2012.    | Лондон, Уједињено Краљевство |
| 800 м слободно           | 8:14,10 + | Ребека Адлингтон                                                                             | Уједињено Краљевство | 16. август 2008. | Пекинг, Кина                 |
| 100 м леђно              | 58,23     | Емили Сибом                                                                                  | Аустралија           | 29. јул 2012.    | Лондон, Уједињено Краљевство |
| 200 м леђно              | 2:04,06 + | Миси Френклин                                                                                | Сједињене Државе     | 3. август 2012.  | Лондон, Уједињено Краљевство |
| 100 м прсно              | 1:05,17   | Лајзел Џоунс                                                                                 | Аустралија           | 12. август 2008. | Пекинг, Кина                 |
| 200 м прсно              | 2:19,59 + | Ребека Сони                                                                                  | Сједињене Државе     | 2. август 2012.  | Лондон, Уједињено Краљевство |
| 100 м делфин             | 55,98+    | Дејна Волмер                                                                                 | Сједињене Државе     | 29. јул 2012.    | Лондон, Уједињено Краљевство |
| 200 м делфин             | 2:04,06   | Ђао Љујанг                                                                                   | Кина                 | 1. август 2012.  | Лондон, Уједињено Краљевство |
| 200 м мешовито           | 2:07,57 + | Је Шивен                                                                                     | Кина                 | 31. јул 2012.    | Лондон, Уједињено Краљевство |
| 400 м мешовито           | 4:28,43 + | Је Шивен                                                                                     | Кина                 | 28. јул 2012.    | Лондон, Уједињено Краљевство |
| 4x100 м штафета слободно | 3:33,15   | Алиша Кутс (53,90) Кејт Кембел (53,19) Бритни Елсмсли (53,41) Мелани Шлангер (52,65)         | Аустралија           | 28. јул 2012.    | Лондон, Уједињено Краљевство |
| 4×200 м штафета слободно | 7:42,92   | Миси Френклин (1:55,96) Дејна Волмер (1:56,02) Шенон Вриленд (1:56,85) Алисон Шмит (1:54,09) | Сједињене Државе     | 1. август 2012.  | Лондон, Уједињено Краљевство |
| 4x100 м штафета мешовито | 3:52,05 + | Миси Френклин (58,50) Ребека Сони (1:04,82) Дејна Волмер (55,48) Алисон Шмит (53,25)         | Сједињене Државе     | 4. август 2012.  | Лондон, Уједињено Краљевство |